# Consell del Poble de Síria
El Consell del Poble (àrab: مَجْلِس الشَّعْب, Majlis ax-Xaʿb) és l'autoritat legislativa de Síria. Té 250 membres elegits per a un mandat de quatre anys en quinze circumscripcions de diversos escons. Hi ha dos fronts polítics principals, el Front Nacional Progressista i el Front Popular pel Canvi i l'Alliberament. A les eleccions de 2012, celebrades el 7 de maig, van donar lloc a un nou parlament que, per primera vegada en quatre dècades, es va basar nominalment en un sistema pluripartidista. Al 2016, Hadiya Khalaf Abbas, representant Deir Ezzor des del 2003, es va convertir en la primera dona escollida per ser-ne la portaveu.
L'assemblea es reuneix com a mínim tres cops l'any i en ocasions especials convocades pel president del consell o el president del país.

## Noms de l'òrgan legislatiu
El nom de la cambra legislativa a Síria ha canviat al llarg del temps, tant de nom com de composició i funcions:
- Sota l'administració ocupant (1917-1920)
  - Congrés Nacional Sirià (1919-1920)
- Regne àrab de Síria (1920)
  - Congrés Nacional Sirià (1920)
- Estat de Síria, part del mandat francès (1922-1930)
  - Consell Constituent (1923–1925)
  - Assemblea Constituent (1924-1930)
- República de Síria (1930-1958)
  - Consell de Representants (1932-1933)
  - Cambra de Diputats (1932-1946)
  - Cambra de Representants (1947-1949)
  - Assemblea Constituent (1949-1951)
  - Cambra de Diputats (1953-1958)
- República Àrab Unida (1958–1961)
  - Cambra de Diputats (1958-1960)
- República Àrab de Síria (1961-actualitat)
  - Cambra de Diputats (1961-1963)
  - Consell Nacional Revolucionari (1965-1966)
  - Assemblea Popular (1971-actualitat)